# Герб Мукучунского наслега
Герб муниципального образования сельское поселение «Мукучунский наслег» Кобяйского улуса Республики Саха (Якутия) Российской Федерации.
Герб утверждён Решением Мукучунского наслежного Совета депутатов № 3В от 11 мая 2009 года.
Герб внесён в Государственный геральдический регистр Российской Федерации под регистрационном номером 6601.

## Описание герба
«В лазоревом поле с выпуклой зелёной, нитевидно окаймлённой золотом и обременённой золотым чороном (ритуальным сосудом для питья кумыса) оконечностью серебряный идущий конь».